# Divizia A (1994/1995)
Divizia A (1994/1995) – 77. sezon najwyższej klasy rozgrywkowej piłki nożnej w Rumunii. W rozgrywkach brało udział 18 zespołów, grając systemem kołowym w 2 rundach. Tytuł obroniła drużyna Steaua Bukareszt. Tytuł króla strzelców zdobył Gheorghe Craioveanu, który w barwach klubu Universitatea Krajowa strzelił 27 goli.

## Tabela końcowa
| Lp. | Drużyna                      | M  | Z  | R  | P  | Bramki | Bramki | Różn. | Pkt      | Uwagi                                            | Bezpośrednio                                       |
| --- | ---------------------------- | -- | -- | -- | -- | ------ | ------ | ----- | -------- | ------------------------------------------------ | -------------------------------------------------- |
| 1   | Steaua Bukareszt (M)         | 34 | 23 | 8  | 3  | 72     | 25     | +47   | 77       | Liga Mistrzów UEFA • Runda kwalifikacyjna        |                                                    |
| 2   | CS Universitatea Craiova     | 34 | 21 | 5  | 8  | 83     | 40     | +43   | 68       | Puchar UEFA • Runda wstępna                      |                                                    |
| 3   | Dinamo Bukareszt             | 34 | 20 | 5  | 9  | 61     | 35     | +26   | 65       | Puchar UEFA • Runda wstępna                      |                                                    |
| 4   | Rapid Bukareszt              | 34 | 16 | 6  | 12 | 55     | 42     | +13   | 54\|\|\| |                                                  |                                                    |
| 5   | Ceahlăul                     | 34 | 16 | 5  | 13 | 56     | 54     | +2    | 53       | Puchar Intertoto • Faza grupowa                  |                                                    |
| 6   | Național Bukareszt           | 34 | 16 | 4  | 14 | 66     | 60     | +6    | 52       |                                                  | G 2-1 P; P 3-1 G G 3-2 A; A 4-3 G P 3-2 A; A 0-3 P |
| 7   | Gloria Bystrzyca             | 34 | 16 | 4  | 14 | 66     | 59     | +7    | 52       |                                                  | G 2-1 P; P 3-1 G G 3-2 A; A 4-3 G P 3-2 A; A 0-3 P |
| 8   | Argeș Pitești                | 34 | 16 | 4  | 14 | 47     | 54     | −7    | 52       |                                                  | G 2-1 P; P 3-1 G G 3-2 A; A 4-3 G P 3-2 A; A 0-3 P |
| 9   | Inter Sybin                  | 34 | 16 | 3  | 15 | 53     | 52     | +1    | 51       |                                                  |                                                    |
| 10  | Petrolul Ploeszti            | 34 | 14 | 7  | 13 | 44     | 41     | +3    | 49       | Puchar Zdobywców Pucharów • Runda kwalifikacyjna |                                                    |
| 11  | Farul Konstanca              | 34 | 13 | 6  | 15 | 42     | 49     | −7    | 45       | Puchar Intertoto • Faza grupowa                  |                                                    |
| 12  | Universitatea Kluż-Napoka    | 34 | 13 | 4  | 17 | 39     | 42     | −3    | 43       | Puchar Intertoto • Faza grupowa                  |                                                    |
| 13  | Oțelul Gałacz                | 34 | 11 | 9  | 14 | 47     | 51     | −4    | 42       |                                                  |                                                    |
| 14  | FC Brașov                    | 34 | 10 | 9  | 15 | 40     | 54     | −14   | 39       |                                                  |                                                    |
| 15  | Electroputere Krajowa        | 34 | 11 | 5  | 18 | 42     | 53     | −11   | 38       | Kwalifikacja do                                  |                                                    |
| 16  | Sportul Studențesc Bukareszt | 34 | 8  | 10 | 16 | 26     | 44     | −18   | 34       | Kwalifikacja do                                  |                                                    |
| 17  | FCM Baia Mare (S)            | 34 | 6  | 9  | 19 | 34     | 69     | −35   | 27       | Spadek do                                        |                                                    |
| 18  | UTA Arad (S)                 | 34 | 4  | 9  | 21 | 28     | 77     | −49   | 21       | Spadek do                                        |                                                    |